# Europapokal der Landesmeister 1964/65
Der Europapokal der Landesmeister 1964/65 war die 10. Auflage des Wettbewerbs. 31 Klubmannschaften nahmen teil, darunter 30 Landesmeister der vorangegangenen Saison und mit Inter Mailand der Titelverteidiger.
Die Teilnehmer spielten im reinen Pokalmodus mit (bis auf das Finale) Hin- und Rückspielen um die Krone des europäischen Vereinsfußballs. Bei Torgleichstand wurde ein zusätzliches Entscheidungsspiel ausgetragen. Sollte es auch hier nach Verlängerung remis stehen, wurde das Spiel durch Losentscheid oder durch das Werfen einer Münze entschieden. Opfer einer Entscheidung per Münzwurf wurde im Viertelfinale der 1. FC Köln. Zweimal hatten die Kölner gegen den FC Liverpool 0:0 gespielt. Beim Entscheidungsspiel in Rotterdam stand es nach 120 Minuten 2:2. Heinz Hornig hatte während der regulären Spielzeit noch ein Tor geschossen, das nicht gegeben wurde. Das Spiel fand bei Regen auf tiefem Boden statt. Es kam zum „Münzwurf von Rotterdam“. Beim ersten Münzwurf blieb die Münze im Morast senkrecht stecken. Nach dem zweiten Wurf wurden die Liverpooler zu Siegern erklärt. In diesem Entscheidungsspiel brach sich der Kölner Verteidiger Wolfgang Weber in der 20. Spielminute ein Bein und spielte das Spiel bis zum Ende durch. Zu diesem Zeitpunkt gab es noch keine Auswechselungen von Spielern.
Das Finale fand am 27. Mai 1965 im San Siro von Mailand vor gut 85.000 Zuschauern statt, wobei Inter Mailand seinen Titel erfolgreich verteidigen konnte.

## Vorrunde
Die Hinspiele fanden vom 17. August bis zum 23. September, die Rückspiele vom 9. September bis zum 7. Oktober 1964 statt.
|                    | Gesamt |                      | Hinspiel | Rückspiel |
| ------------------ | ------ | -------------------- | -------- | --------- |
| KR Reykjavík       | 01:11  | FC Liverpool         | 0:5      | 1:6       |
| Glasgow Rangers    | 5:5    | Roter Stern Belgrad  | 3:1      | 2:4       |
| BSG Chemie Leipzig | 2:6    | Győri Vasas ETO      | 0:2      | 2:4       |
| FK Dukla Prag      | 4:4    | Górnik Zabrze        | 4:1      | 0:3       |
| AS Saint-Étienne   | 3:4    | FC La Chaux-de-Fonds | 2:2      | 1:2       |
| Partizani Tirana   | 0:2    | 1. FC Köln           | 0:0      | 0:2       |
| Lahden Reipas      | 2:4    | Lyn Oslo             | 2:1      | 0:3       |
| RSC Anderlecht     | 2:2    | FC Bologna           | 1:0      | 1:2       |
| Lokomotive Sofia   | 8:5    | Malmö FF             | 8:3      | 0:2       |
| Sliema Wanderers   | 0:7    | Dinamo Bukarest      | 0:2      | 0:5       |
| FC Aris Bonneweg   | 02:10  | Benfica Lissabon     | 1:5      | 1:5       |
| Glentoran FC       | 4:5    | Panathinaikos Athen  | 2:2      | 2:3       |
| SK Rapid Wien      | 5:0    | Shamrock Rovers      | 3:0      | 2:0       |
| DWS Amsterdam      | 4:1    | Fenerbahçe Istanbul  | 3:1      | 1:0       |
| Boldklubben 1909   | 2:9    | Real Madrid          | 2:5      | 0:4       |

Eine wilde Schlägerei brach nach dem Europapokalspiel der Landesmeister zwischen dem niederländischen Verein DWS Amsterdam und dem türkischen Meister Fenerbahçe Istanbul am 16. September in Amsterdam aus. Nach dem 3:1 (1:0)-Sieg der Niederländer stürmten türkische Zuschauer, die in den Niederlanden arbeiten, auf das Feld und griffen SR Tage Sörensen (Sørensen) (DEN) an. Sie bekamen den Referee erst in der Kabine zu fassen, warfen ihn zu Boden, versetzten ihn Fußtritte. Sörensen musste in ein Krankenhaus eingeliefert werden; er erlitt Prellungen, Blutergüsse und Abschürfungen.

### Entscheidungsspiele
Die Spiele fanden am 4. November/14. Oktober 1964 statt.
|                 | Ergebnis     |                     |
| --------------- | ------------ | ------------------- |
| Glasgow Rangers | 3:1          | Roter Stern Belgrad |
| FK Dukla Prag   | (L)0:0 n. V. | Górnik Zabrze       |
| RSC Anderlecht  | (L)0:0 n. V. | FC Bologna          |

## 1. Runde
Die Hinspiele fanden vom 4. bis zum 25. November, die Rückspiele vom 18. November bis zum 16. Dezember 1964 statt.
|                      | Gesamt |                  | Hinspiel | Rückspiel |
| -------------------- | ------ | ---------------- | -------- | --------- |
| DWS Amsterdam        | 8:1    | Lyn Oslo         | 5:0      | 3:1       |
| FC La Chaux-de-Fonds | 1:6    | Benfica Lissabon | 1:1      | 0:5       |
| Panathinaikos Athen  | 2:3    | 1. FC Köln       | 1:1      | 1:2       |
| Inter Mailand        | 7:0    | Dinamo Bukarest  | 6:0      | 1:0       |
| Real Madrid          | 6:2    | FK Dukla Prag    | 4:0      | 2:2       |
| Győri Vasas ETO      | 8:7    | Lokomotive Sofia | 5:3      | 3:4       |
| Glasgow Rangers      | 3:0    | SK Rapid Wien    | 1:0      | 2:0       |
| FC Liverpool         | 4:0    | RSC Anderlecht   | 3:0      | 1:0       |

## Viertelfinale
Die Hinspiele fanden vom 10. bis zum 24. Februar, die Rückspiele vom 3. bis zum 17. März 1965 statt.
|                  | Gesamt |                 | Hinspiel | Rückspiel |
| ---------------- | ------ | --------------- | -------- | --------- |
| 1. FC Köln       | 0:0    | FC Liverpool    | 0:0      | 0:0       |
| Inter Mailand    | 3:2    | Glasgow Rangers | 3:1      | 0:1       |
| DWS Amsterdam    | 1:2    | Győri Vasas ETO | 1:1      | 0:1       |
| Benfica Lissabon | 6:3    | Real Madrid     | 5:1      | 1:2       |

### Entscheidungsspiel
Das Spiel fand am 24. März 1965 statt.
|              | Ergebnis     |            |
| ------------ | ------------ | ---------- |
| FC Liverpool | (M)2:2 n. V. | 1. FC Köln |

Nachdem auch das Entscheidungsspiel unentschieden endete, erfolgte die Entscheidung durch Münzwurf.

## Halbfinale
Die Hinspiele fanden am 30. April/4. Mai, die Rückspiele am 6./12. Mai 1965 statt.
|                 | Gesamt |                  | Hinspiel | Rückspiel |
| --------------- | ------ | ---------------- | -------- | --------- |
| Győri Vasas ETO | 0:5    | Benfica Lissabon | 0:1      | 0:4       |
| FC Liverpool    | 3:4    | Inter Mailand    | 3:1      | 0:3       |

## Finale
| Inter Mailand                               | Inter Mailand | Benfica Lissabon | Benfica Lissabon |
| ------------------------------------------- | --- | --- | ---------------- |
| Inter Mailand                               | \| Finale \| \| 27. Mai 1965 in Mailand (San Siro) \| \| Ergebnis: 1:0 (1:0) \| \| Zuschauer: 85.000 \| \| Schiedsrichter: Gottfried Dienst ( Schweiz) \|                                                                | \| Finale \| \| 27. Mai 1965 in Mailand (San Siro) \| \| Ergebnis: 1:0 (1:0) \| \| Zuschauer: 85.000 \| \| Schiedsrichter: Gottfried Dienst ( Schweiz) \|                                                          | Benfica Lissabon |
| Inter Mailand                               | Giuliano Sarti – Tarcisio Burgnich, Aristide Guarneri, Giacinto Facchetti – Gianfranco Bedin, Armando Picchi – Jair, Sandro Mazzola, Joaquín Peiró, Luis Suárez, Mario Corso Cheftrainer: Helenio Herrera ( Argentinien) | Costa Pereira – Domiciano Cávem, Fernando Cruz, Germano de Figueiredo, Raúl Machado – José Neto, Mário Coluna , José Augusto Torres, Eusébio – José Augusto, António Simões Cheftrainer: Elek Schwartz ( Rumänien) | Benfica Lissabon |
| Inter Mailand                               | 1:0 Jair (42.) | | Benfica Lissabon |
| Finale                                      | | |                  |
| 27. Mai 1965 in Mailand (San Siro)          | | |                  |
| Ergebnis: 1:0 (1:0)                         | | |                  |
| Zuschauer: 85.000                           | | |                  |
| Schiedsrichter: Gottfried Dienst ( Schweiz) | | |                  |

## Beste Torschützen
| Rang | Spieler              | Klub             | Tore |
| ---- | -------------------- | ---------------- | ---- |
| 1    | Eusébio              | Benfica Lissabon | 9    |
|      | José Augusto Torres  | Benfica Lissabon | 9    |
| 3    | Roger Hunt           | FC Liverpool     | 7    |
|      | Nikola Kotkow        | Lokomotive Sofia | 7    |
| 5    | Amancio Amaro Varela | Real Madrid      | 6    |
|      | Jim Forrest          | Glasgow Rangers  | 6    |
| 7    | Francisco Gento      | Real Madrid      | 5    |
|      | Ian St. John         | FC Liverpool     | 5    |
|      | José Augusto         | Benfica Lissabon | 5    |
| 10   | Spiro Debarski       | Lokomotive Sofia | 4    |
|      | Ramón Grosso         | Real Madrid      | 4    |
|      | László Keglovich     | Győri Vasas ETO  | 4    |
|      | László Povaszai      | Győri Vasas ETO  | 4    |
|      | Bo Larsson           | Malmö FF         | 4    |
|      | Mos Temming          | DWS Amsterdam    | 4    |

## Eingesetzte Spieler Inter Mailand
| 1.            | Inter Mailand |
| Inter Mailand | - Tor: Giuliano Sarti (7/-) - Abwehr: Tarcisio Burgnich (7/-); Aristide Guarneri (7/-); Giacinto Facchetti (6/1); Armando Picchi (6/-); Saul Malatrasi (3/-) - Mittelfeld: Luis Suárez (6/2); Mario Corso (5/1); Carlo Tagnin (3/-); Gianfranco Bedin (4/-) - Sturm: Joaquín Peiró (7/3); Sandro Mazzola (6/3); Jair (5/3); Angelo Domenghini (3/1); Aurelio Milani (1/1); Sergio Gori (1/-) - Trainer: Helenio Herrera |